# Photostomias
Photostomias is een geslacht van straalvinnige vissen uit de familie van Stomiidae. Het geslacht is voor het eerst wetenschappelijk beschreven in 1889 door Collett.

## Soorten
- Photostomias atrox (Alcock, 1890)
- Photostomias goodyeari Kenaley & Hartel, 2005
- Photostomias guernei Collett, 1889
- Photostomias liemi Kenaley, 2009
- Photostomias lucingens Kenaley, 2009
- Photostomias tantillux Kenaley, 2009